# Монтериджони
Монтериджо́ни (итал. Monteriggioni) — коммуна в Италии, располагается в регионе Тоскана, в провинции Сиена. 
Население составляет 9 921 человек (30-11-2017), плотность населения составляет 99,49 чел./км². Занимает площадь 99,72 км². Почтовый индекс — 53035. Телефонный код — 0577.
В коммуне 8 сентября особо празднуется Рождество Пресвятой Богородицы.

## История
| Как башнями по кругу обнесён Монтереджоне на своей вершине, Так здесь, венчая круговой заслон, Маячили, подобные твердыне, Ужасные гиганты, те, кого Дий, в небе грохоча, страшит поныне.— Божественная комедия, песнь XXXI, 40-45, перевод М. Л. Лозинского |

Монтериджони был основан сиенцами в 1203 году как укрепление на невысоком холме, в то время он выполнял функцию форпоста против флорентийцев. Примерно в 1213–1219 годах была построена мощная крепостная стена общей длиной примерно 570 метров. 
В эпоху перехода от романского к готическому стилю в Монтериджони была возведена приходская церковь Санта-Мария-Ассунта. Но наиболее известна Монтериджони своими четырнадцатью башнями, возвышающимися над крепостной стеной. Эти башни упоминаются ещё у Данте Алигьери.

## Демография
Динамика роста населения:

## Администрация коммуны

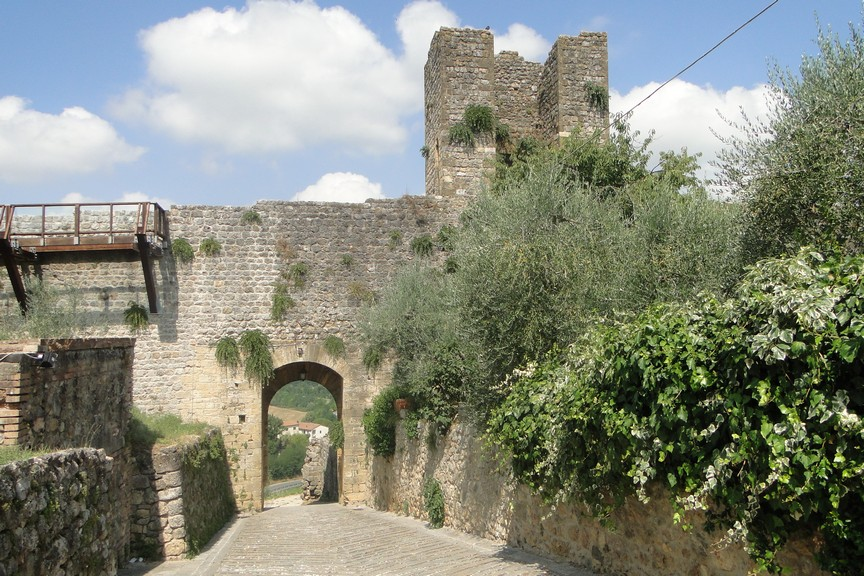
Вход в замок

- Официальный сайт: http://www.comune.monteriggioni.si.it/

## В играх
В игре Assassin’s Creed II здесь находится родовая вилла семьи Аудиторе. В начале Assassin's Creed: Brotherhood Монтериджони захватывают войска Чезаре Борджиа. Также в игре можно увидеть город в современности.
Однако и в XV-XVI столетиях, и в современности виртуальный вариант города не соответствует действительности, но в игре фигурирует его реальное местоположение.

## Примечание
1. ↑  Statistiche demografiche ISTAT. demo.istat.it. Дата обращения: 1 декабря 2019. Архивировано 16 июля 2018 года.
2. ↑  Тоскана. Искусство и история. // переводчики на русский Михаил Талалай, Галина Дозмарова — Издательство: Bonechi, 2007. - С. 52-55. ISBN 88-476-1799-5